# 小倉南警察署
小倉南警察署（こくらみなみけいさつしょ）は、福岡県警察が管轄する警察署の一つで、北九州市警察部の管理下に属す。

## 概要・管轄区域
署長の階級は警視。
北九州市の区の中では最大の面積となる小倉南区を受け持つ。そのため、通常業務でも人手が足りなくなる場合があり、この場合は北九州市警察部の指揮のもと応援要員が派遣されることがある。この傾向は2006年に北九州空港が今の場所に移ってからより顕著になってきており、開港に際し、京都郡苅田町空港南町を含む空港島は小倉南警察署、連絡道路は行橋警察署が、それぞれ通常業務を受け持つことが取り決められた。但し、北九州空港には国際線も就航しているため、テロなどより大きな事象が生じた場合は市警察部を現地拠点に本部レベルで対応することになる。

## 所在地
- 北九州市小倉南区若園5丁目1番6号

## 沿革
1975年（昭和50年）
4月1日 - 小倉警察署を小倉北警察署に改称し所轄エリアを小倉北区のみに限定。分割して新設される。
2003年（平成15年）
8月27日 - 福岡県警が交番等整理を実施。
- 春吉駐在所（廃止）→長行交番　など

## 組織
- 総務課
- 会計課
- 交通課
- 生活安全課
- 刑事課
- 管理課
- 地域課
- 警備課

## 交番・駐在所等
| 官署名               | 所在地            | 管轄エリア     |
| -------------------- | ----------------- | -------------- |
| 北方交番             | 北方一丁目8-10    |                |
| 石田交番             | 上石田一丁目3-17  |                |
| 守恒交番             | 守恒二丁目8-20    |                |
| 徳力交番             | 徳力団地3-9       |                |
| 長行交番             | 徳吉西三丁目5-23  |                |
| 東谷駐在所           | 大字木下1215-1    | 東谷出張所管内 |
| 吉田交番             | 沼本町一丁目10-12 |                |
| 葛原交番             | 葛原五丁目2-1     |                |
| 曽根交番             | 下曽根三丁目1-11  |                |
| 朽網交番             | 朽網西三丁目6-3   |                |
| 北九州空港警備派出所 | 空港北町6         | 北九州空港島   |